# Obiektyw

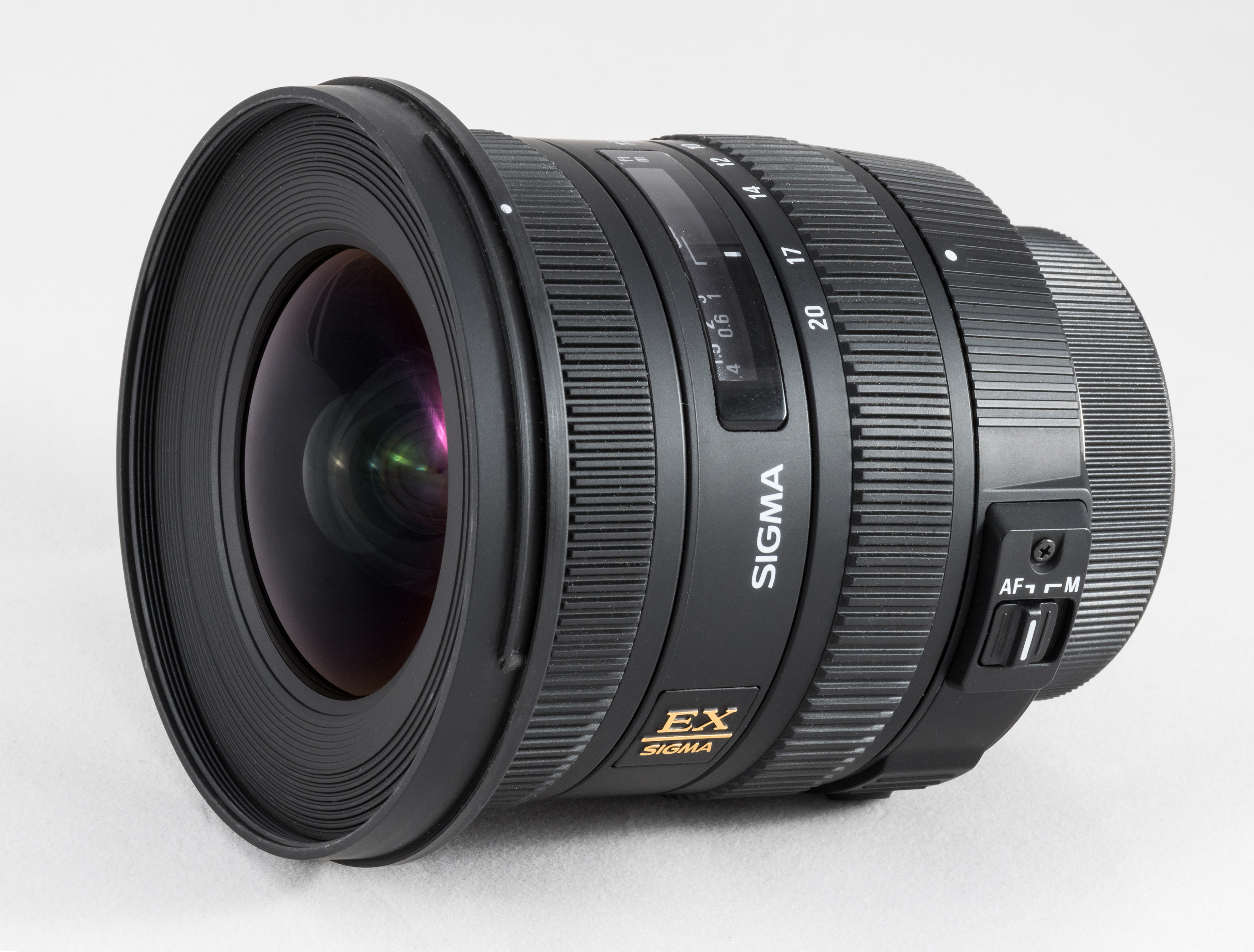
Obiektyw fotograficzny Sigma 10-20 mm f/3.5 EX DC HSM

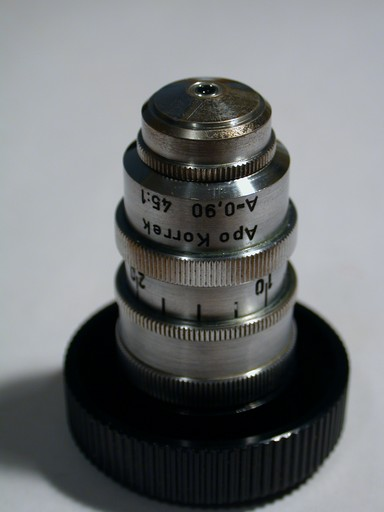
Obiektyw mikroskopu apochromatyczny o powiększeniu 45:1 i aperturze numerycznej 0.90

Obiektyw – element (np. soczewka, układ optyczny lub układ magnetyczny) zbierający i przenoszący obraz obserwowanego przedmiotu do dalszej części urządzenia. Do najczęściej stosowanych obiektywów zalicza się:
- obiektyw fotograficzny – przenoszący obraz na błonę fotograficzną, matrycę światłoczułą aparatu cyfrowego albo matówkę aparatu fotograficznego;
- obiektyw mikroskopu – pozwalający na obserwację obiektu przez okular (najczęściej) albo na utrwalenie go na błonie fotograficznej (rzadziej),
- obiektyw teleskopu – pozwalający na utrwalenie obiektu na błonie fotograficznej (najczęściej) albo na jego bezpośrednią obserwację (rzadziej).